# Acrotritia closteros
Acrotritia closteros är en kvalsterart som beskrevs av Wojciech Niedbała 2006. Acrotritia closteros ingår i släktet Acrotritia och familjen Euphthiracaridae. Inga underarter finns listade i Catalogue of Life.